# Princes Street Gardens

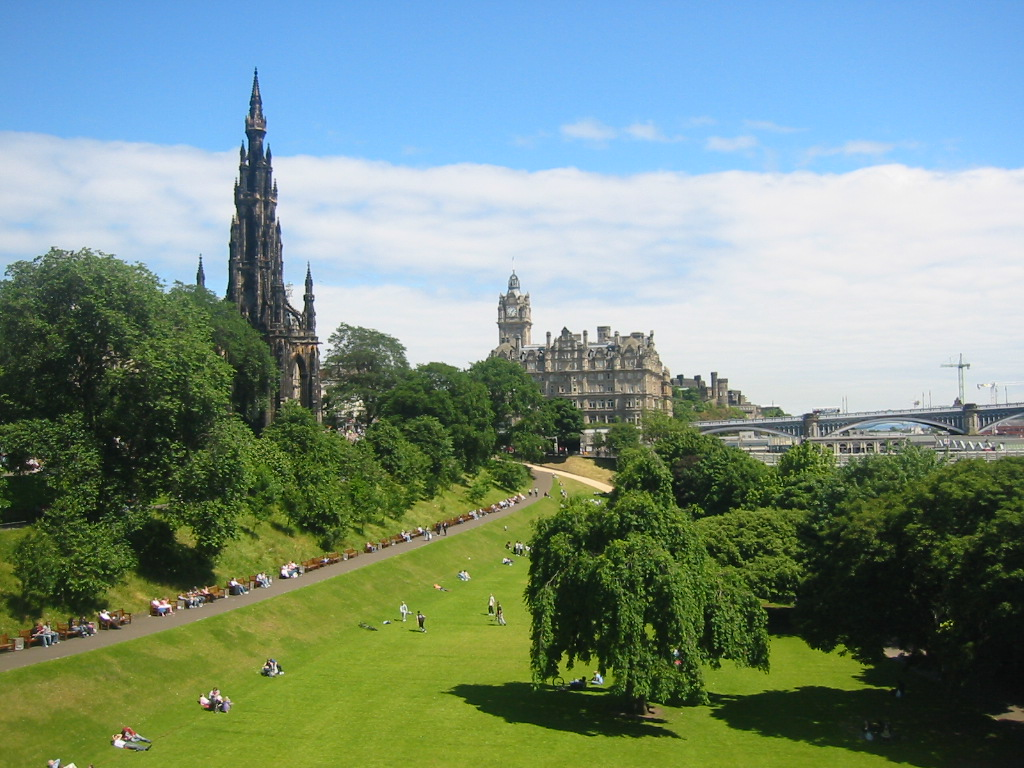
Östliche Princes Street Gardens, von The Mound in Richtung Nord-Osten aus betrachtet. Im Bild zu sehen sind das Scott Monument (links), das Balmoral Hotel (Mitte) und der Hauptbahnhof Waverley Station (rechts) vor der North Bridge.

Die Princes Street Gardens sind ein öffentlicher Park im Zentrum der schottischen Hauptstadt Edinburgh. Sie befinden sich zu Füßen des Edinburgh Castle. Der Park wurde in den 1820ern in der Folge der langen Trockenlegung des Nor Lochs und der Erbauung der New Town angelegt. Nor Loch war ein großer See im Zentrum der Stadt, der jahrhundertelang vom herabfließenden Abwasser der höher liegenden Old Town verunreinigt wurde.
Die Princes Street Gardens verlaufen südlich entlang der Princes Street und werden von einem künstlichen Hügel (The Mound genannt) durchschnitten. Der östliche Teil (East Princes Street Gardens) verläuft von The Mound bis zur Waverley-Brücke und macht eine Fläche von 34.000 m² aus. Der größere westliche Teil des Parks (West Princes Street Gardens) hat eine Fläche von 120.000 m² und erstreckt sich bis zu den angrenzenden Kirchen St. John’s und St. Cuthbert’s in der Nähe der Lothian Road.
Der Park ist ein beliebter Treffpunkt in Edinburgh. Es finden dort regelmäßig, insbesondere während der Hogmanay-Feierlichkeiten, Konzerte am Ross-Konzertpavillon statt.

## Denkmäler

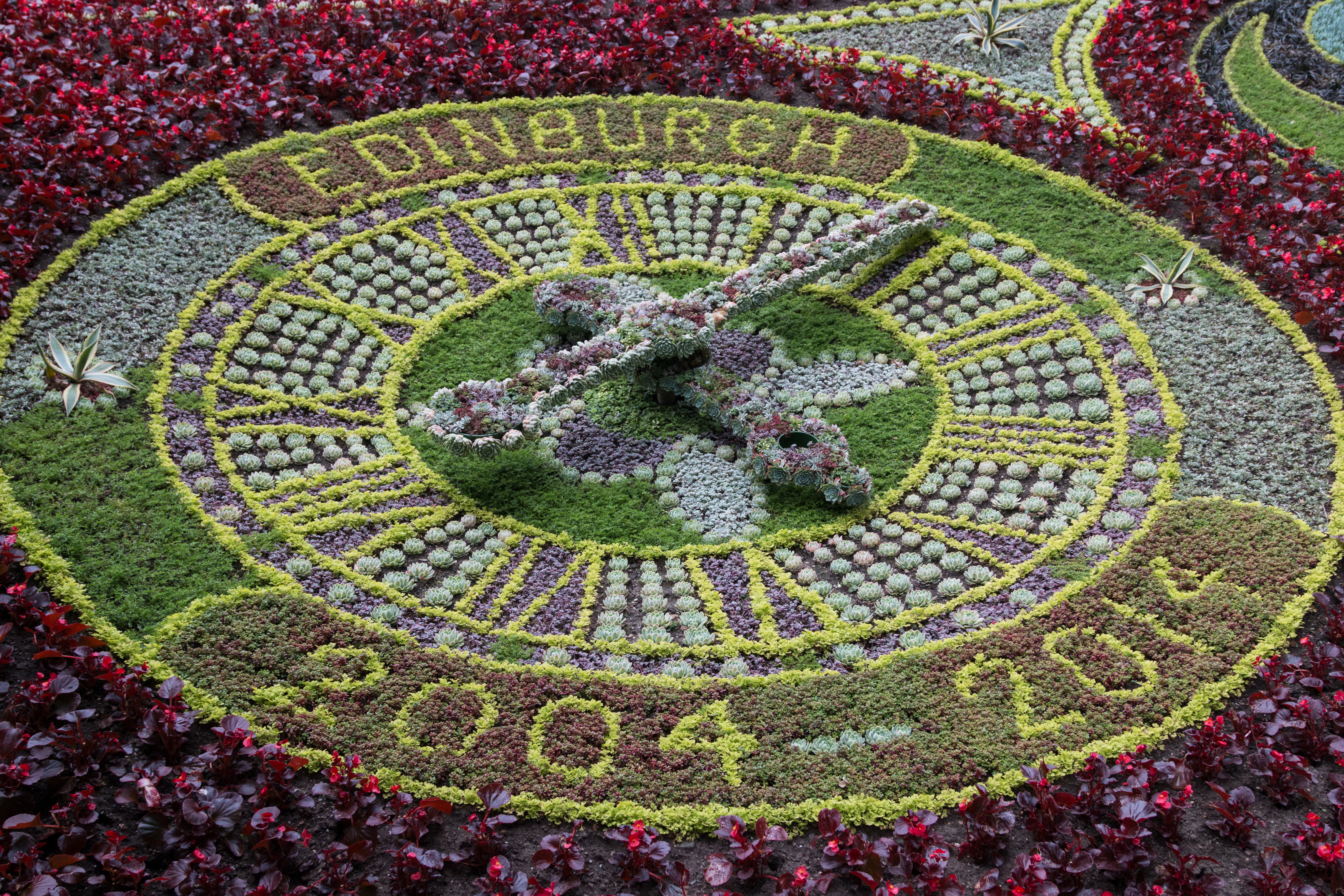
Die Blumenuhr 2014

Innerhalb des Parks, entlang der Südseite der Princes Street befinden sich viele Statuen und Denkmäler. Das auffälligste ist das 1844 zu Ehren von Sir Walter Scott im gotischen Stil erbaute Scott-Monument. Im östlichen Teil gibt es auch Statuen des Entdeckers David Livingstone, des Verlegers Adam Black und des Schriftstellers und Professors John Wilson. Im westlichen Teil befinden sich Statuen des Dichters Allan Ramsay, des Reformers Thomas Guthrie, des Geburtshilfe-Pioniers James Young Simpson sowie das Schottisch-Amerikanische Kriegsmahnmal, der Ross-Brunnen und Konzertpavillon und eine beliebte Blumenuhr.

## Der Ross-Brunnen

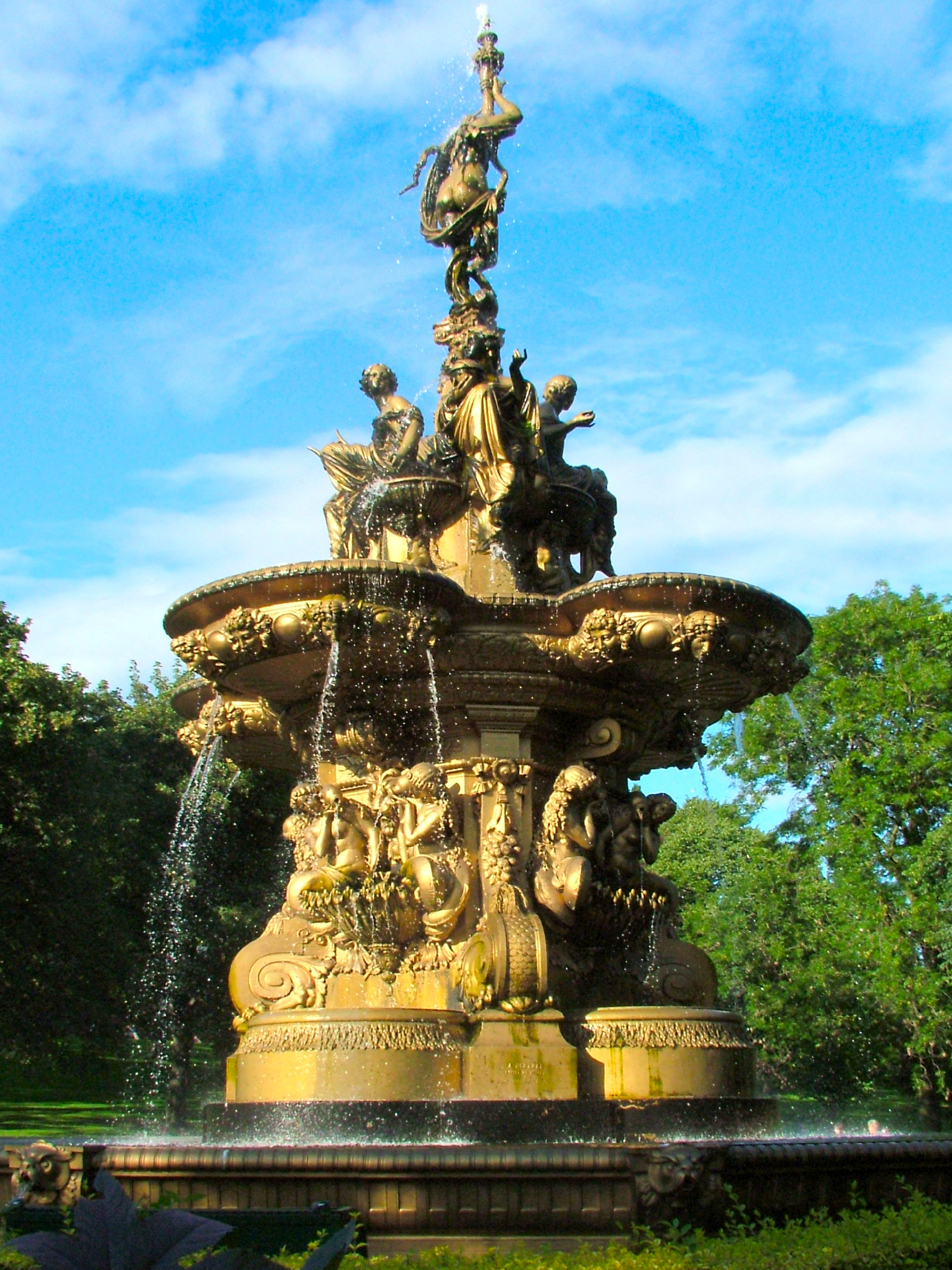
Der Ross-Brunnen

Der Ross-Brunnen ist ein eiserner Zierspringbrunnen aus dem 19. Jahrhundert. Er befindet sich am westlichen Ende des Parks. Zu den auf dem Brunnen abgebildeten Figuren gehören Wassernixen und vier Frauen, welche Wissenschaft, die Künste, Dichtung und Industrie repräsentieren. Eine weitere weibliche Figur befindet sich an der Spitze des Brunnens.
Der Brunnen wurde in den frühen 1860ern von der Durenne-Eisenhütte im Département Haute-Marne gegossen. 1862 wurde der Brunnen bei der Weltausstellung in London ausgestellt. Dort wurde er vom Philanthropen und Waffenfabrikant Daniel Ross entdeckt, der ihn für die Stadt Edinburgh erwarb. Der Brunnen wurde in 122 Einzelteilen transportiert und kam 1869 in Leith (heute Stadtteil von Edinburgh) an.
Mit großer Bedachtsamkeit wurden als Ort der Aufstellung der Statue die Princes Street Gardens ausgewählt. Die Aufstellung erfolgte im Jahre 1872. Der Brunnen wurde zu jener Zeit kontrovers diskutiert. So bezeichnete zum Beispiel der Dekan der benachbarten St. John’s Episcopal Church Edward Bannerman Ramsay den Brunnen als „fürchterlich unanständig und widerlich“.
Seit einer Renovierung im Jahre 2001 strömt zum ersten Mal seit 1996 wieder Wasser aus dem Brunnen.
Der Brunnen wird als Bauwerk der Klasse B geführt und gilt somit als wichtig für das architektonische Gesamtbild der Umgebung.